# Крепость
Кре́пость (рос. Крепость) — село у складі Мокроусовського округу Курганської області, Росія.
Населення — 327 осіб (2010, 356 у 2002).
Національний склад станом на 2002 рік:
- росіяни — 91 %